# Alant
Alant (Inula) er en slægt med ca. 14 arter, som er udbredt i Nordafrika, Europa, Lilleasien, Kaukasus, Centralasien og Østasien. Det er stauder med meget forskellig højde og bladform. Fælles er, at kurvesvøbet består af taglagte blade, at skiven er flad, og at frøenes fnok er håragtig. Her beskrives kun de arter, som er vildtvoksende i Danmark, eller som dyrkes her.
| Beskrevne arter |

- Soløjealant (Inula britannica)
- Trekløftalant (Inula conyzae)
- sværdalant (Inula ensifolia)
- Lægealant (Inula helenium)
- Hjertebladet alant (Inula orientalis)
- Pilealant (Inula salicina)

| Andre arter |

| - Inula alba - Inula arabica - Inula aspera - Inula cappa - Inula crithmoides - Inula dysenterica - Inula ericoides - Inula eupatorioides - Inula germanica - Inula graminifolia - Inula grandiflora - Inula grandis - Inula graveolens - Inula hirta - Inula hookeri - Inula indica - Inula japonica | - Inula leptoclada - Inula lineariifolia - Inula mariana - Inula nervosa - Inula primulifolia - Inula provincialis - Inula racemosa - Inula rhizocephala - Inula royleana - Inula sericophylla - Inula subaxillaris - Inula trixis - Inula undulata - Inula viscosa - Inula vulgaris - Inula wissmanniana |